# همه چیزهای خوب
همهٔ چیزهای خوب (به انگلیسی: All Good Things) نام فیلمی‌است در ژانر معمایی، جنایی و رمانتیک، به کارگردانی اندرو جرکی محصول سال ۲۰۱۰ آمریکا. فیلمنامهٔ آن را مارکس هینچی نگاشته‌است. رایان گاسلینگ و کیرستن دانست در آن نقش‌آفرینی کرده‌اند. داستان فیلم برپایهٔ اتهامات جنایی به رابرت درست -که از خانوادهٔ ثروتمند و معروفی بود- پرداخته شده‌است.

## داستان
در دههٔ ۱۹۷۰، دیوید مارکس (با بازی رایان گاسلینگ) فرزند یک سرمایه‌دار نامدار با دختری به نام کیتی مک‌کارتی (کیرستن دانست) آشنا می‌شود و این دو با هم به ورمونت می‌روند؛ ولی بعداً با پادرمیانی پدر دیوید آنها به نیویورک نقل مکان می‌کنند و زندگی مرفهی را پی می‌گیرند. یه زودی کیتی به فکر بچه‌دار شدن می‌افتد و باردار هم می‌شود، ولی این اتفاق سبب تغییر رفتار دیوید شده و کیتی را مجبور به سقط جنین می‌کند. کیتی تازه با ابعاد ناراحتی روحی روانی دیوید که به علت خودکشی مادرش در کودکی روی داده را درک می‌کند و زندگی مشترک آنها رو به زوال می‌رود.